# 关角隧道

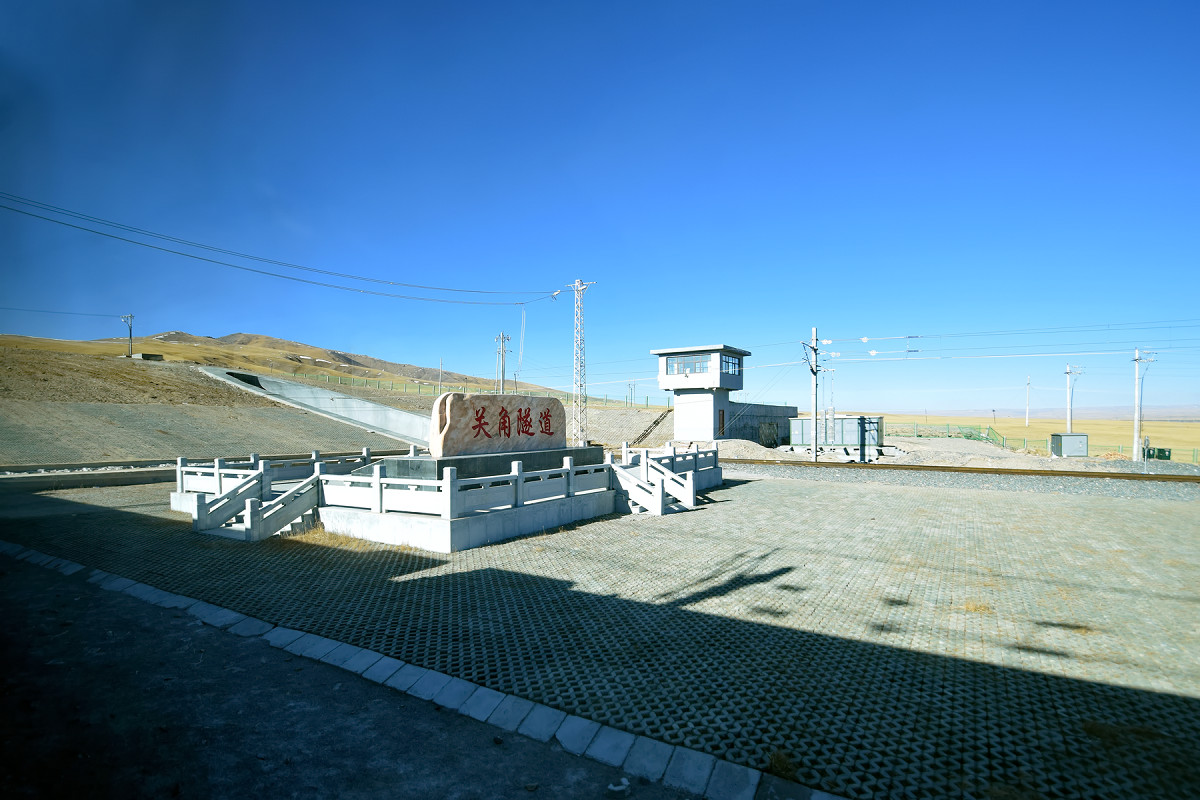
新關角隧道位於天峻縣的入口

关角隧道，为了与原有老关角隧道区分，也称新关角隧道，位于中国青海省天峻县和乌兰县间，是青藏铁路西宁至格尔木段增建第二线工程（简称西格二线工程）中的一条隧道。隧道穿过关角山，为双洞单线隧道，设计时速160公里。隧道将青藏铁路原线经过老关角隧道一段的关角展线群取直，全长32.645公里，较原线缩短36.8公里，通车后列车翻越关角山的时间由原来的2小时缩短至20分钟。隧道由中铁隧道集团和中铁十六局承建，于2007年开工，I线于2013年6月贯通，全线2014年4月贯通，下行、上行线路分别于同年12月25日和28日投入使用，成为中国最长的铁路隧道及世界最长的高原铁路隧道。